# Mandrillus leucophaeus leucophaeus
El Drill de continente (Mandrillus leucophaeus leucophaeus) es una subespecie del Drill de Bioko en peligro de extinción. Se distingue por su coloración anillada en amarillo y negro en la corona, y es similar al Drill de Bioko.